# Cancabchén
Cancabchén är en ort i Mexiko.   Den ligger i kommunen Hopelchén och delstaten Campeche, i den östra delen av landet, 1 000 km öster om huvudstaden Mexico City. Cancabchén ligger 156 meter över havet och antalet invånare är 514.
Terrängen runt Cancabchén är platt. Runt Cancabchén är det mycket glesbefolkat, med 2 invånare per kvadratkilometer. Närmaste större samhälle är Dzibalchen, 19,7 km nordväst om Cancabchén. I omgivningarna runt Cancabchén växer i huvudsak städsegrön lövskog.